# 451 Patientia
A 451 Patientia (ideiglenes jelöléssel 1899 EY) a Naprendszer kisbolygóövében található aszteroida. Auguste Charlois fedezte fel 1899. december 4-én.